# Илава (гмина)
Илава (пол. Iława) — сельская гмина (волость) в Польше, входит как административная единица в Илавский повет, Варминьско-Мазурское воеводство. Население — 12 849 человека (на 2018 год).

## Демография
Данные 2018 года:
| Перепись                       | Всего   | Всего | Мужчины | Мужчины | Женщины | Женщины |
| ------------------------------ | ------- | ----- | ------- | ------- | ------- | ------- |
| Единицы                        | человек | %     | человек | %       | человек | %       |
| Население                      | 12 849  | 100   | 6529    | 50,8    | 6320    | 49,1    |
| Плотность населения (чел./км²) | 30      | 30    |         |         |         |         |

## Соседние гмины
1. Гмина Бискупец
2. Илава
3. Гмина Киселице
4. Гмина Любава
5. Гмина Миломлын
6. Гмина Нове-Място-Любавске
7. Гмина Оструда
8. Гмина Суш
9. Гмина Залево